# 尼尔斯·西尔弗舍尔德
尼尔斯·西尔弗舍尔德（瑞典語：Nils Silfverskiöld，1888年1月3日—1957年8月18日），生于哥德堡，瑞典男子体操运动员。他曾获得1912年夏季奥运会体操比赛男子团体瑞典式金牌。他于1957年在斯德哥尔摩去世。